# Colletes hiekeseniori
Colletes hiekeseniori là một loài Hymenoptera trong họ Colletidae. Loài này được Kuhlmann mô tả khoa học năm 2003.